# فیجان
فیجان یک روستا در ایران است که در دهستان علی‌آباد ملک واقع شده‌است. فیجان ۳۵ نفر جمعیت دارد.